# プールサイド・シアター

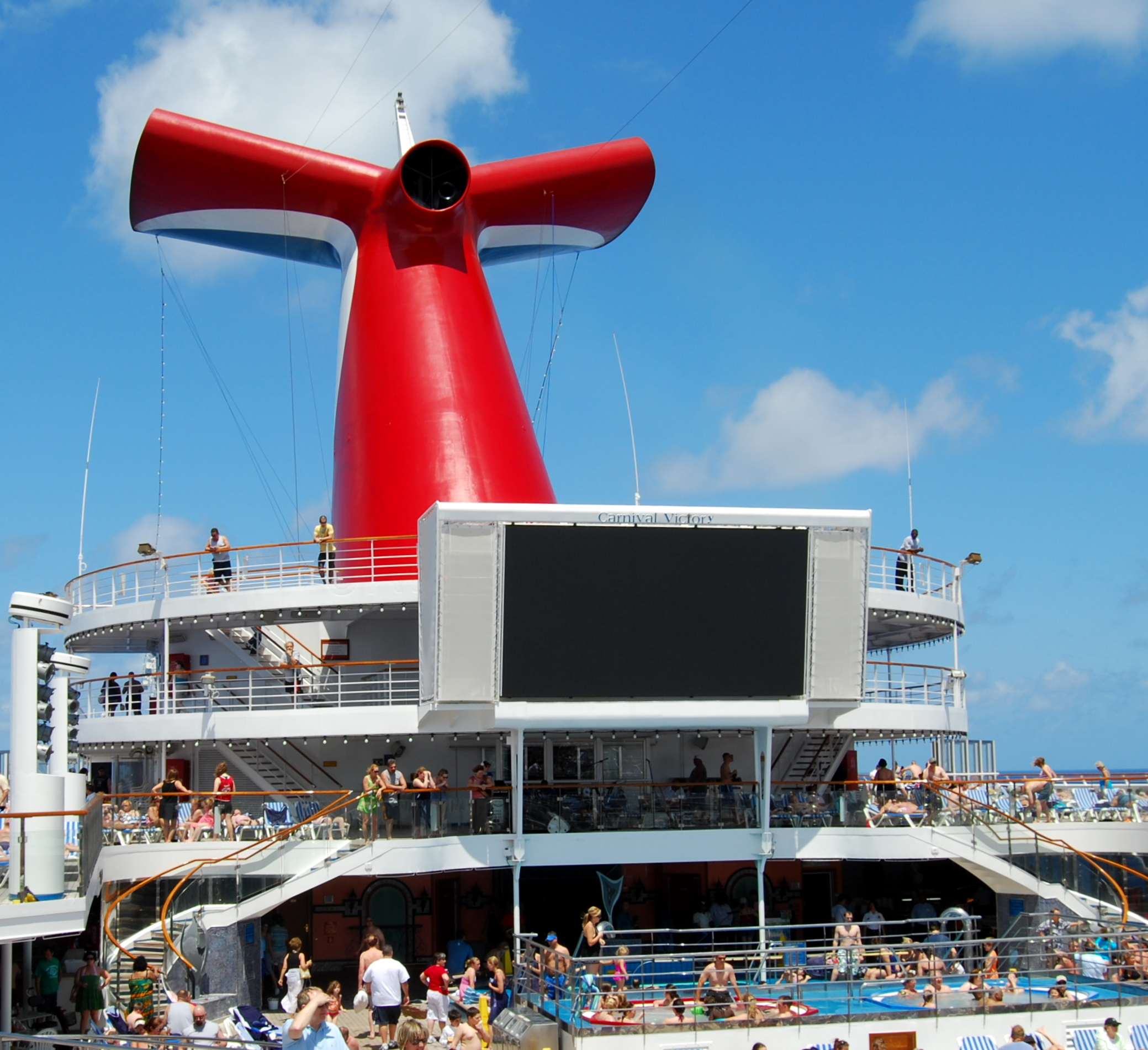
カーニバル・ヴィクトリーのプールサイド・シアター

プールサイド・シアター（Poolside theater）とは、クルーズ客船のプールサイドにある巨大なスクリーンのことである。通常、客船のメインプール横に設置され、映画、ニュース、コンサート、スポーツなどの映像が流される。2004年にプリンセス・クルーズのカリビアン・プリンセスが導入したのが最初で、その後カーニバルクルーズラインのカーニバル・リバティに2005年に設置されるなど、客船の間に広まっていった。現在、ディズニー・クルーズ・ラインの全船が導入しているほか、コスタ・クルーズでもコスタ・コンコルディア級の客船に導入された。設置している船については「プールサイド・シアターを導入している客船」を参照。

## プールサイド・シアターを導入している客船

### アイーダ・クルーズ
- アイーダ・ルナ

### カーニバルクルーズライン
- カーニバル・フリーダム
- カーニバル・リバティ
- カーニバル・スプレンダー
- カーニバル・ヴァラー
- カーニバル・ヴィクトリー
- カーニバル・ドリーム
- カーニバル・トライアンフ
- カーニバル・ディスティニー
- カーニバル・コンクェスト
- カーニバル・グローリー

### コスタ・クルーズ
- コスタ・コンコルディア
- コスタ・セレーナ
- コスタ・パシフィカ
- コスタ・ルミノーザ
- コスタ・ファヴォロサ
- コスタ・ファシノサ

### ディズニー・クルーズ・ライン
- ディズニー・ドリーム
- ディズニー・ファンタジー
- ディズニー・マジック
- ディズニー・ワンダー

### MSCクルーズ
- MSC ファンタジア
- MSC ムジカ
- MSC オーケストラ
- MSC ポエジア

### ノルウェージャン・クルーズライン
- ノルウェージャン・エピック

### P&Oクルーズ
- アズーラ

### P&Oクルーズ・オーストラリア
- パシフィック・ドーン
- パシフィック・エクスプローラー
- パシフィック・ジュエル
- パシフィック・パール

### プリンセス・クルーズ
- カリビアン・プリンセス
- コーラル・プリンセス
- クラウン・プリンセス
- ダイヤモンド・プリンセス
- エメラルド・プリンセス
- ゴールデン・プリンセス
- グランド・プリンセス
- アイランド・プリンセス
- マジェスティック・プリンセス
- リーガル・プリンセス
- ロイヤル・プリンセス
- ルビー・プリンセス
- サファイア・プリンセス
- シー・プリンセス
- スター・プリンセス
- サン・プリンセス

### ロイヤル・カリビアン・インターナショナル
- フリーダム・オブ・ザ・シーズ
- リバティ・オブ・ザ・シーズ
- レディアンス・オブ・ザ・シーズ
- マリナー・オブ・ザ・シーズ